# Я и есть Джалолиддин
Я и есть Джалолиддин (узб. Mendirman Jaloliddin, тур. Men Jelaleddin) — узбекско-турецкий исторический сериал, посвящённый последнему хорезмшаху из династии Ануштегенидов Джалолиддину Мангуберды, всемирно известному полководцу, отважно сражавшемуся с Чингисханом. Впервые сериал был показан на республиканском канале «Миллий ТВ». Начало показа — 14 февраля 2021 г.
Второй сезон сериала стартовал на телеканале «Zo‘r TV».

## Создание
Перед началом работы над сериалом «Мендирман Джалолиддин» в Ташкенте в сентябре 2019 года прошла международная научно-практическая конференция «Джалолиддин Мангуберди: жизнь и художественное воплощение в фильмах» для обсуждения идейной интерпретации и сценария фильма.
В конференции приняли участие учёные и историки из Узбекистана, Турции, Азербайджана и Ирана, которые обсудили биографию Джалолиддина Мангуберди и трактовку происходящих в те времена событий.
Съёмки сериала были поручены кинокомпании Bozdag film. В сериале снялись популярные узбекские и турецкие актёры.
Атмосфера эпохи того времени возродилась на киноплощадке «Bozdag film». В сотрудничестве с творческим коллективом из Турции на 30 гектарах земли были построены декорации города, поля битвы. Над двухэтажным дворцом хорезмшаха высотой 5,5 метра, который занял площадь 3 500 квадратных метров, трудились 1200 рабочих.

## В ролях
- Каан Ялчин — Ала ад-Дин Мухаммед II, Хорезмшах .
- Эмре Кывылджим — Джалалиддин последний хорезмшах (с 1220 года) из династии Ануштегенидов, старший сын Ала ад-Дина Мухаммеда II и его жены Айчичек.
- Гюленай Калкан Унлюоглу — Туркан Хатун, правительница Хорезма. Приходилась родственницей трёх выдающихся правителей и полководцев Хорезма: женой Хорезмшаха Текеша, матерью хорезмшаха Мухаммеда и бабушкой хорезмшаху Джелал-ад-Дину.
- Джавахир Закиров — Чингизхан, основатель и первый великий хан (каган) Монгольской империи, объединивший разрозненные монгольские и тюркские племена; полководец, организовавший завоевательные походы монголов в Китай, Среднюю Азию, на Кавказ и в Восточную Европу.
- Сезгин Эрдемир — Темур Малик, государственный деятель Хорезмшахов, служил в качестве губернатора Худжанда в регионе Мавераннахр. Известен тем, что оказал ожесточённое сопротивление войскам Чингисхана при завоевании им Средней Азии[8].
- Феруза Норматова — Ширин
- Нурмухаммадхон Хусниддинов (Алихан) — Джучи